# Sonse Watermolen
De Sonse watermolen

(waarschijnlijk ook Berchmolen genoemd) was een watermolen op de Dommel te Son.
De molen bevond zich op de plaats waar de Grote Beek (indertijd Kanisgraaf genoemd) uitmondt in de Dommel, niet ver van de oude kerktoren in het centrum.
De molenstraat herinnert nog aan de molen.

## Geschiedenis
In 1340 was Henric Woutgheers van Sweensberghe leenman van de molen.
In 1544 was zij eigendom van het klooster van Hooydonk, net als de Hooydonkse watermolen.
Later kwam zij in bezit van de familie De Rover.
Het "molenrad van Son" werd genoemd als afbakening van een deel van de Dommel voor de toekenning van visrechten.
De molen werd afgebroken tussen 1714 en 1747.
In een eigendomsregistratie van visrecht van 10 februari 1809 wordt gesproken van "haare wateren tussen Son en Breugel, nemende zij aanvang daar oudtijds de watermolen heeft gestaan en thans De Baak genoemd wordt..." waaruit blijkt dat de molen toen niet meer bestond.

## Nabijgelegen watermolens
Stroomopwaarts op de Dommel vindt men de Hooydonkse watermolen en stroomafwaarts vond men de Wolfswinkelse Watermolen.